# Alfons Vermeulen
Alphonsus Johannes Maria (Alfons) Vermeulen (Breda, 28 februari 1877 - aldaar, 20 juli 1965) was een Nederlands schrijver en factorijhouder van de Nieuwe Afrikaansche Handels-Vennootschap (NAHV), die net als Henri van Booven, zijn ervaringen in Belgisch-Kongo verwerkte in een roman.

## Levensloop
Vermeulen groeide op in een katholiek gezin in Breda. Hij was de zoon van stalhouder A.P. Vermeulen die zijn bedrijf hield in de Sint Annastraat te Breda. Na de HBS te Arnhem hebben voltooid, kwam Vermeulen in 1899 in dienst bij de Nieuwe Afrikaansche Handels-Vennootschap (NAHV) te Rotterdam. Hij werd uitgezonden als factorijhouder naar de Kasaï in Belgisch-Congo. Na zijn loopbaan in Afrika werd hij zelfstandig ondernemer te Amstelveen en Breda. Hij handelde in kopal en had een boomkwekerij. Daarnaast handelde hij in de door hem uit Belgisch-Congo meegebrachte kunstvoorwerpen. Deze zijn te bezichtigen in het Wereldmuseum Leiden. Een van de voorwerpen in deze collectie is het versierde danszwaard van Vermeulens vriend, de Congolees kunstenaar Bope, die in de De Memoires van Chicongo figureert.

## Gezin

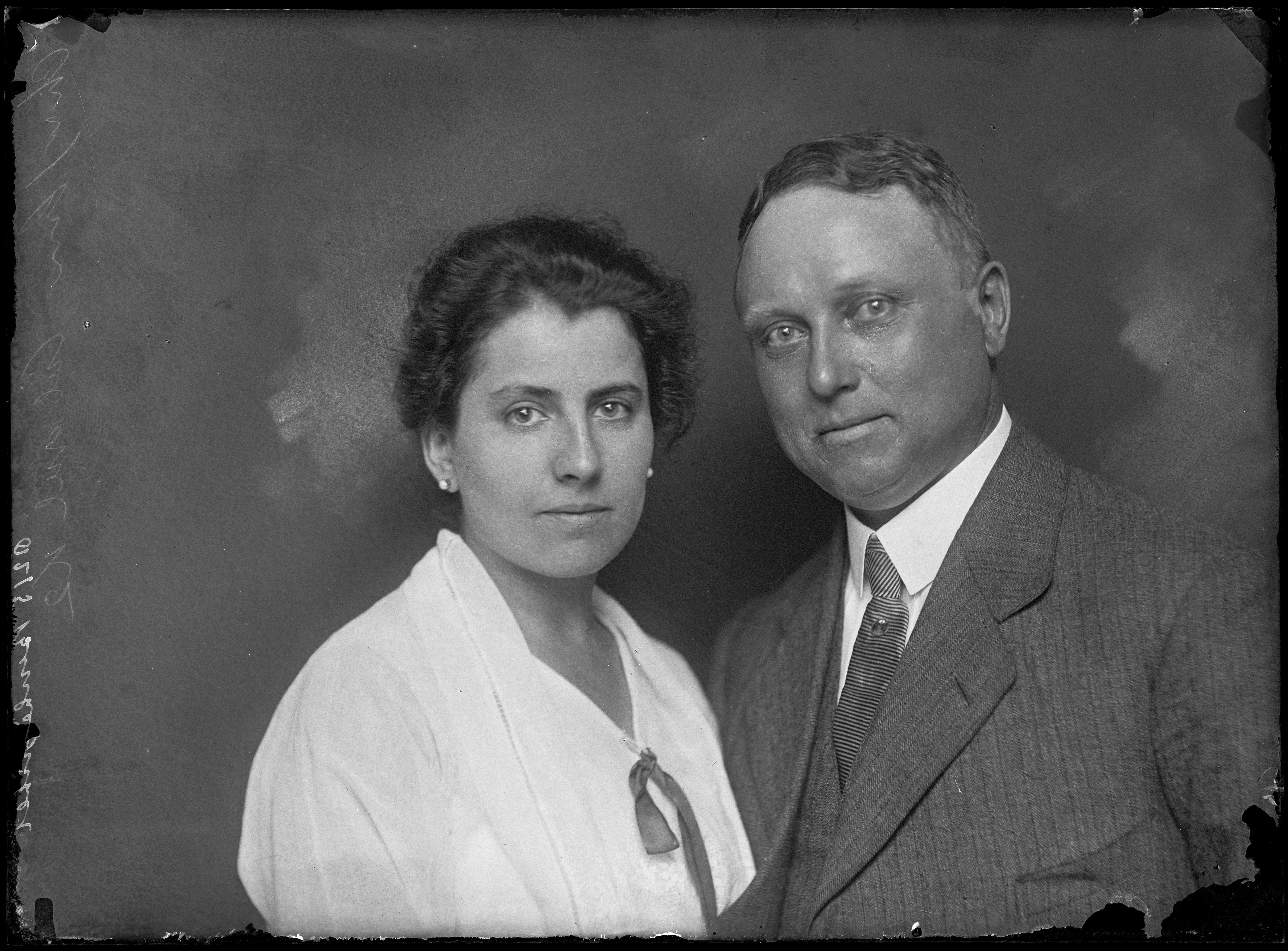
Elisabeth Benkemper & Alfons Vermeulen trouwen (1921)

Vermeulen was tweemaal gehuwd en had 4 kinderen. Op 29 april 1908 huwde hij Maria Henrica Magretha Wilkens. Uit dit huwelijk werden drie kinderen geboren: Maria Johanna Vermeulen, Henri Vermeulen en Leopold Vermeulen. Leopold werd vernoemd naar de Belgische koning Leopold II. Op 20 juli 1921 huwde Vermeulen Elisabeth Hillegonda Benkemper. Uit dit huwelijk werd een dochter geboren, Maria (Riet) Vermeulen. Zijn kinderen beheerden tot 2005 zijn nalatenschap.

## Onderscheiding
In 1930 werd hem door Albert I van België de onderscheiding van ridder in de Orde van Leopold II verleend, na goedkeuring van de Nederlandse koningin Wilhelmina, voor zijn inspanningen in de Belgische kolonie gedurende zijn dertigjarige carrière daar.

## Literaire carrière
Na zijn terugkeer in 1930 naar Nederland publiceerde Vermeulen twee werken over zijn leven als factorijhouder voor de NAHV. Zijn debuut was de biografische roman De pioniersdagen van Chicongo: Een verhaal uit het pioniersleven in den Congo in 1933. Het vervolg hierop was De ingang der hel: Episode uit het Afrikaansche pioniersleven uit 1938.
Zowel de eerste oplage als de herdrukken van beide werken waren binnen korte tijd uitverkocht.
De laatste zin uit De Ingang der Hel duidt op een vervolg; "Dat zou een boekdeel op zich zelf worden. Misschien vertelt Chicongo mij dat een volgende keer".
Vanaf eind jaren veertig tot aan zijn overlijden werkte Vermeulen aan dit vervolg. Hij schreef een aantal artikelen en hoofdstukken die tezamen het corpus van De Memoires van Chicongo vormden. Door zijn overlijden in 1965 zagen deze verhalen echter nooit het daglicht.
In 2005 werden de documenten herontdekt. De originele teksten, documenten en foto's zijn in 2021 beschikbaar gekomen als boek als sluitstuk van een trilogie. Het is het enige uitgebreide ooggetuigeverslag van de dagelijkse gang van zaken in Congo binnen de Nieuwe Afrikaansche Handels-Vennootschap organisatie.
Het werk is in eigen beheer uitgegeven door Fred van den Hoek en Henk Tijbosch. De illustratie op de omslag van het boek werd vervaardigd door Eric J. Coolen.
Het boek werd in enkele artikelen besproken door Jan Vansina. 

## Publicaties
- De pioniersdagen van Chicongo. Een verhaal uit het pioniersleven in den Congo (Scheltens & Giltay, Amsterdam 1933). Herdruk 2021, met annotaties van F. van den Hoek: ISBN 9789464066104
- De ingang der hel. Episode uit het Afrikaansche pioniersleven (Wereldbibliotheek, Amsterdam 1938). Herdruk 2021, met annotaties van F. van den Hoek: ISBN 9789464066111
- De Memoires van Chicongo. Laatste episode uit het Afrikaanse pioniersleven. (drs. F. van den Hoek, Nederland 2021, met annotaties van F. van den Hoek en Jan Vansina: ISBN 9789464066128

## Publicaties over Vermeulen
- F.Th. van den Hoek: De memoires van Alfons Vermeulen. [S.l.]. 2021. ISBN 9789464066128
- Klaas van Walraven: European Memoirs and Colonialism in Equatorial Africa. Reflections on the Reminiscences of Alfons Vermeulen (1877-1965). (WP 151). Leiden, African Studies Centre, 2021. Online versie

- Digitale Bibliotheek voor de Nederlandse Letteren: verm089
- International Standard Name Identifier: 0000 0003 9400 475X
- Nederlandse Thesaurus van Auteursnamen: 132868202
- Virtual International Authority File: 288450473
- WorldCat: E39PBJhX6mwyBkwhv4QJ689CcP